# Дорогой Микеле
«Дорого́й Мике́ле» (итал. Caro Michele) – художественный фильм итальянского режиссёра Марио Моничелли, снятый по одноименному роману Наталии Гинзбург в 1976 году. Фильм участвовал в конкурсной программе XXVI Берлинского кинофестиваля и был удостоен приза «Серебряный медведь» в номинации лучшая режиссура.

## Сюжет
Микеле Виванти, младший сын в семье почтенных буржуа (средний класс), независимый молодой человек 18 лет, увлеченный революционными идеями, из-за участия в студенческих волнениях 1968 года в Италии был вынужден эмигрировать в Англию, чтобы продолжить борьбу. Микеле не появится в фильме, вплоть до известия о его внезапной смерти во время столкновений молодежи с полицией в Брюгге. Сюжет разворачивается вокруг его обширной переписки из Лондона с матерью Адрианой (Дельфина Сейриг), сестрами Анжеликой (Аврора Клеман) и Виолой (Марчелла Микеланджели), подругой и любовницей Марой (Марианжела Мелато) и другом и любовником (?) Освальдо (Лу Кастель). Из писем становится известным, что Адриана Виванти недавно овдовела и живёт в фамильном доме на окраине Рима. Её часто навещают дочери Анжелика и Виола. Вдруг появляется Мара Касторелли, девушка из местечка Варезе, которая клянется, что родила сына от Микеле. Хотя отцовство и не бесспорно, её принимают в доме. Но Мара не может влиться в семью и круг друзей Микеле. На какое-то время она даже решает связать свою судьбу с издателем Фабио Колароза (Фабио Капри). Узнав о смерти Микеле, Мара отправляется пешком в Бельгию вместе с младенцем, которого носит в большой сумке.

## В ролях
- Марианжела Мелато — Мара Касторелли
- Дельфина Сейриг — Адриана Виванти, мать
- Аврора Клеман — Анжелика Виванти
- Лу Кастель — Освальдо
- Фабио Карпи — Фабио Колароза
- Марчелла Микеланджели — Виола Виванти
- Альфонсо Гатто — Виванти, отец
- Эрипрандо Висконти —Филиппо
- Иза Даниэли — Ливия, подруга Мары
- Ренато Романо — Оресте, супруг Анжелики
- Джулиана Каландра — Ада, супруга Освальдо
- Костантино Карроцца — супруг Ливии
- Лука Даль Фаббро — Рэй
- Адриана Инноченти — Матильда, золовка Адрианы
- Лоредана Мартинес — двоюродная сестра Мары
- Элеонора Морана — служанка Коларозы
- Альфредо Пеа — деверь Ливии
- Шарлотта Уиттинг — служанка Анжелики

## Съёмочная группа
- Марио Моничелли — режиссёр
- Сузо Чекки Д’Амико, Тонино Гуэрра (по одноименному роману Наталии Гинзбург) — авторы сценария
- Джанни Экт Лукари — продюсер
- Тонино Делли Колли — оператор
- Нино Рота — композитор
- Руджеро Мастроянни — монтажер
- Лоренцо Баральди — художник
- Джитт Магрини — костюмер
- Карло Ванцина — помощник режиссёра

## Премии и номинации
- «Серебряный медведь» XXVI Берлинского кинофестиваля в номинации лучшая режиссура, 1976 год (Марио Моничелли)
- «Давид ди Донателло» в номинации лучшая женская роль, 1977 год (Марианжела Мелато)
- «Серебряная лента» в номинации лучшая женская роль (Марианжела Мелато)